# Hutchinsoniellidae
Hutchinsoniellidae is een familie van kreeftachtigen uit de klasse van de Cephalocarida (strijkboutkreeftjes).

## Geslachten
- Chiltoniella Knox & Fenwick, 1977
- Hampsonellus Hessler & Wakabara, 2000
- Hutchinsoniella Sanders, 1955
- Lightiella Jones, 1961
- Sandersiella Shiino, 1965